# Spectres of Revocable Loss
Spectres of Revocable Loss (englisch Spektren des unwiderruflichen Verlusts) ist ein Album der Epic-Doom-Band Cross Vault.

## Geschichte
Spectres of Revocable Loss entstand unmittelbar aus der Gründung der als Duo initiierten Band Cross Vault. M. und N. kannten und spielten zuvor schon Live miteinander. Im Sommer des Jahres 2013 begann das Duo mit der Arbeit an jener gemeinsamen Musik die direkt in den Aufnahmen zum Debütalbum mündeten. N. spielte Schlagzeug und sang, während M. Bass und Gitarre spielte. Zum Spätherbst spielte Cross Vault das Album ein. Das Northern-Silence-Productions-Subunternehmen Eyes Like Snow nahm das Duo unter Vertrag und veröffentlichte das Debüt im Juni 2014. Nach den Aufnahmen formierte das Duo ein Live- und Session-Lineup um Konzerte und zukünftige Aufnahmen zu gestalten.

## Titelliste
1. Void of Old, Void to Come: 05:50
2. A Query in Chains: 07:04
3. Home: 08:40
4. Rails Departing: 06:31
5. At Our Bleakest: 08:28
6. Footprints: 07:13

## Albuminformationen
Das am 20. Juni 2014 veröffentlichte Debütalbum der Band Spectres of Revocable Loss enthält sechs separate Stücke, die eine Gesamtspielzeit von 43:46 Minuten haben. Das sechste Stück des Albums ist eine Coverversion, dessen Original von der Gruppe Warning auf dem Album Watching from a Distance erschien.
Nachhaltig von Warning und Candlemass inspiriert spielt Cross Vault auf Spectres of Revocable Loss einen „melancholischen und introspektiven, integeren und nüchternen, aber gleichzeitig warmblütigen“ Doom Metal auf der Schnittmenge von Traditional Doom und Epic Doom. In jedem Stück des Albums sind die Charakteristika des Duos wiederzuerkennen. Der dunkle, kraftvolle und mit Hall versehene Klargesang steht im Hintergrund der Musik. Das Gitarrenspiel mit gedoppelten Leads und Riffs wecke Erinnerungen an My Dying Bride.
Spectres of Revocable Loss befasst sich inhaltlich mit verschiedenen Aspekten des Verlusts. Das von Lucas Ruggieri gestaltete Cover stellt dabei die finale Begegnung der Figuren Winston Smith und Julia im Roman 1984 von George Orwell dar. Die gleiche Sequenz wird im Stück At Our Bleakest thematisiert. Lied und Bild sollen den „Übergang von leidenschaftlicher Liebe zu völliger Gleichgültigkeit“ repräsentieren.

## Wahrnehmung
Die internationale Resonanz auf Spectres of Revocable Loss fiel anhaltend positiv aus. Das Album verfüge „trotz der überwiegend ziemlich langsamen Spielweise [über] viele interessante Parts“ und erweise sich als „ein sehr gutes Album mit wunderschönen Songs und großartiger Produktion“. Zwar seien „technisch hochkreativ geschriebenen und ausgeführten Experimente“ nicht zu erwarten und Cross Vault konzentriere sich auf „die reinste, nackte Essenz“ des Doom Metal, doch das Ergebnis sei ein „Manifest, das die Tugenden des Doom Metal, Niedergang, Zerfall, Trauer und Hilflosigkeit, in jeder Pore“ atme. So erweise sich der „schaurig schönen Doom Metal“ von Spectres of Revocable Loss „auf einem für ein Erstlingswerk, recht hohem Niveau“. Womit Cross Vault als „Band mit großer Zukunft“ gesehen wurde. Denn sofern „das einzige Manko“ der Band darin läge, noch nicht die Qualität von Warning zu besitzen, „könne die Band mit diesem bemerkenswerten Debüt ziemlich zufrieden sein“ schloss Steve Bidmead seine Rezension für Doom-Metal.com.